# Hess SwissAlpin
De Hess SwissAlpin is een bustype die wordt geproduceerd door Carrosserie Hess AG in Bellach in Zwitserland. De SwissAlpin werd in 2013 geïntroduceerd op Busworld en is een bus die speciaal ontwikkeld is voor het rijden op nauwe bergachtige wegen.

## Inzet
Verschillende exemplaren worden ingezet in onder andere Zwitserland.
| Bedrijf        | Type            | Aantal    | Series                  | Inzet                  | Opmerkingen         |
| Duitsland      | Duitsland       | Duitsland | Duitsland               | Duitsland              | Duitsland           |
| -------------- | --------------- | --------- | ----------------------- | ---------------------- | ------------------- |
| Zickenheiner   | SwissAlpin 9.7  | 2         | KO-KA 621 - KO-KA 622   | Koblenz                |                     |
| Oostenrijk     |                 |           |                         |                        |                     |
| Innbus         | SwissAlpin 13.5 | 5         | 730 - 734               | Tirol, regio Innsbruck |                     |
| Zwitserland    |                 |           |                         |                        |                     |
| AAGU           | SwissAlpin 9.7  | 2         | 66 - 67                 | Uri                    |                     |
| ATM Malcantone | SwissAlpin 9.7  | 23        |                         | Lugano                 | Rijdt voor PostAuto |
| PAG Lugano     | SwissAlpin 9.7  | 8         |                         | Lugano                 |                     |
| PostAuto       | SwissAlpin 9.7  | 3         | 5405 10066 11257        |                        |                     |
| PostAuto       | SwissAlpin 10.1 | 1         | 5382                    |                        |                     |
| PostAuto       | SwissAlpin 10.9 | 6         | 5512 5670 10300 - 10303 |                        |                     |
| Steiner + Co.  | SwissAlpin 13.5 | 3         | 5370 - 5372             | Solothurn              |                     |
| TPL            | SwissAlpin 9.7  | 10        | 201 - 210               | Lugano                 |                     |